# Podokręg Północny Armii Krajowej
Podokręg Północny AK - struktura terenowa Armii Krajowej, funkcjonująca na obszarze włączonej do Prus Wschodnich Rejencji ciechanowskiej, obejmującej powiaty dawnego województwa warszawskiego. Podokręg wchodził w skład Obszaru Warszawskiego AK. Nosił kryptonimy: "Garbarnia", "Kooperatywa", "Olsztyn", zaś od 1 maja 1943 "Tuchola", "Browar".

## Struktura Podokręgu
Strukturami konspiracyjnymi dowodził początkowo por. rez. Eugeniusz Filipowicz "Czajka", który został aresztowany we wrześniu 1941. Od października 1941 do marca 1943 ppłk. Tadeusz Tabaczyński "Kurp", "Mazur". Od kwietnia 1943 do stycznia 1945, dowódcą podokręgu był ppłk. Ludomir Wysocki "Rola".

## Struktury terytorialne
- Inspektorat Płock AK
  - Obwód Płock Miasto AK
  - Obwód Płock Powiat AK
  - Obwód Sierpc AK
- Inspektorat Płońsk AK
  - Obwód Płońsk AK
  - Obwód Pułtusk AK
- Inspektorat Ciechanów AK
  - Obwód Ciechanów AK
  - Obwód Mława Działdowo AK
- Inspektorat Przasnysz AK
  - Obwód Przasnysz AK
  - Obwód Maków Mazowiecki AK

## Akcja Burza
26 lipca 1944 komendant obszaru warszawskiego gen. Albin Skroczyński - "Łaszcz" wydał rozkaz dowódcom podokręgów do realizacji "Burzy". W rzeczywistości trwała ona od kilku dni. Dodatkowe zadania dotyczyły wsparcia powstania warszawskiego poprzez blokowanie jednostek niemieckich podążających do stolicy.
W podokręgu północnym zorganizowano dziewięć oddziałów partyzanckich. Organizowano niewielkie akcje bojowe na linii kolejowej Działdowo-Modlin. Jednostki podokręgu nie były w stanie prowadzić większej dywersji i atakować oddziałów niemieckich maszerujących na Warszawę. Planowano przerzucić je do Puszczy Kampinoskiej. Plan nie został jednak zrealizowany.